# Панкратово (Николаевская область)
Панкратово (укр. Панкратове) — село в Арбузинском районе Николаевской области Украины.
Основано в 1798 году. Население по переписи 2001 года составляло 337 человек. Телефонный код — 5132.

## Местный совет
55332, Николаевская обл., Арбузинский р-н, с. Ивановка, ул. Школьная, 2